# Chaetodon rafflesii
Chaetodon rafflesii là một loài cá biển thuộc chi Cá bướm (phân chi Rabdophorus) trong họ Cá bướm. Loài này được mô tả lần đầu tiên vào năm 1830.

## Từ nguyên
Từ định danh rafflesii được đặt theo tên của chính khách người Anh Stamford Raffles, Phó Thống đốc vùng Đông Ấn Hà Lan và là Chủ tịch đầu tiên của Hiệp hội Động vật học Luân Đôn. Ông tự bỏ tiền túi để thuê các nhà động vật học và thực vật học thu thập các mẫu vật về cho mình, trong đó có mẫu định danh của loài cá này.

## Phạm vi phân bố và môi trường sống
Từ Ấn Độ và Sri Lanka, C. rafflesii được phân bố trải dài về phía đông đến Tuamotu (Polynésie thuộc Pháp); ngược lên phía bắc đến vùng biển phía nam Nhật Bản (gồm cả quần đảo Ryukyu), xa về phía nam đến rạn san hô Great Barrier, Nouvelle-Calédonie và Tonga.
Ở Việt Nam, C. rafflesii được ghi nhận tại cù lao Chàm (Quảng Nam), đảo Lý Sơn (Quảng Ngãi) và quần đảo Hoàng Sa; Phú Yên; vịnh Vân Phong và vịnh Nha Trang (Khánh Hòa); Ninh Thuận; cù lao Câu (Bình Thuận) và quần đảo Trường Sa.
C. rafflesii sống tập trung trên các rạn viền bờ hoặc trong đầm phá, nơi mà san hô phát triển phong phú ở độ sâu đến ít nhất là 20 m.

## Mô tả

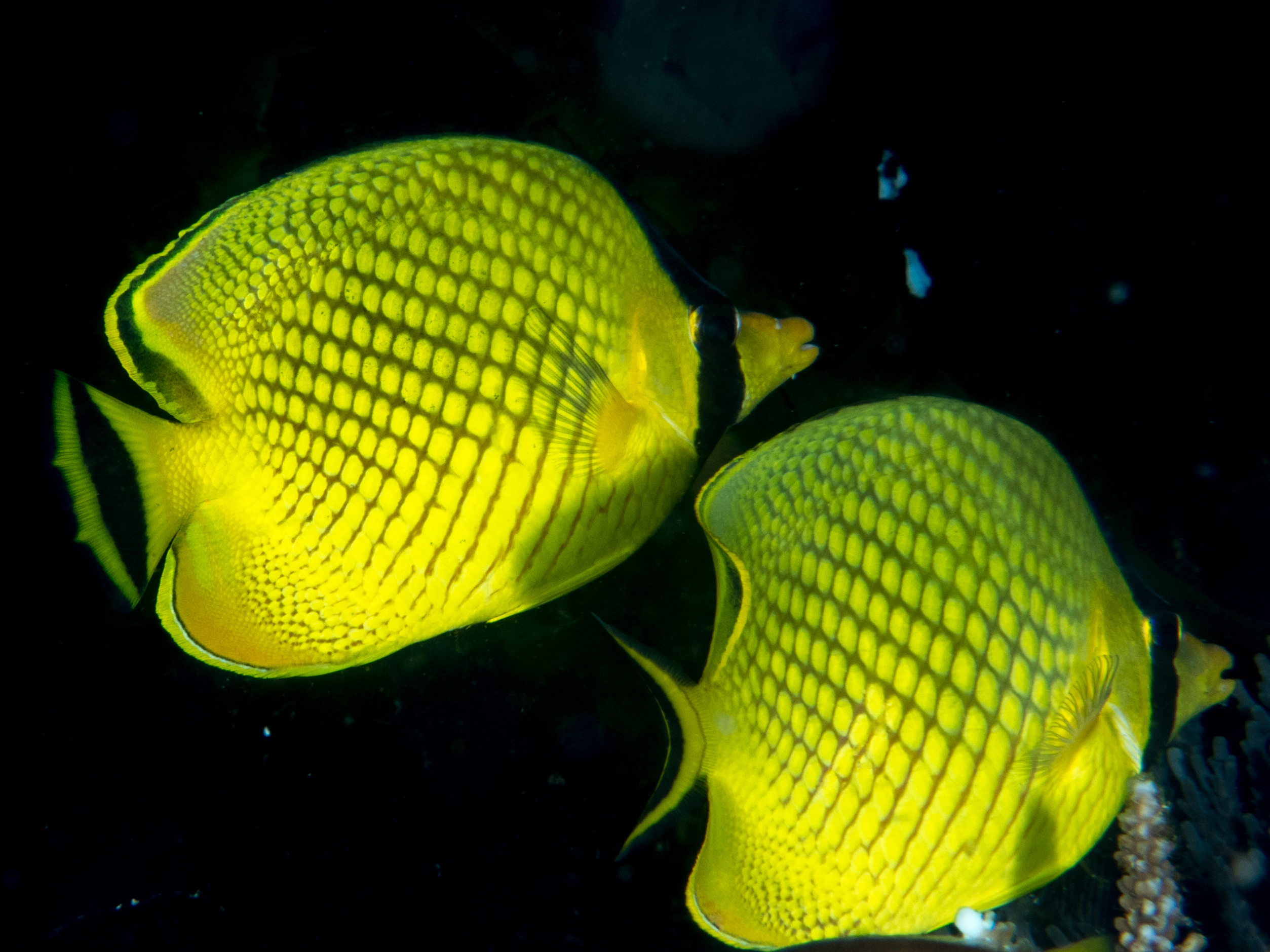
Một cặp C. rafflesii

C. rafflesii có chiều dài cơ thể lớn nhất được ghi nhận là 18 cm. Loài này có màu vàng, viền đen của vảy tạo thành kiểu hình mắt lưới đặc trưng trên thân của chúng. Đầu có một dải đen băng dọc qua mắt. Vây đuôi có một dải đen ở giữa vây. Phần trán có màu xanh lam. Vây lưng có dải đen nhạt viền lấy rìa trong. Viền ngoài của vây lưng và vây hậu môn có màu vàng tươi; hai vây này hơi sẫm cam. Cá con có một đốm đen lớn trên phần vây lưng mềm. Một số cá thể có một đốm đen bên dưới gai vây lưng.
Số gai ở vây lưng: 12–13; Số tia vây ở vây lưng: 21–23; Số gai ở vây hậu môn: 3; Số tia vây ở vây hậu môn: 18–20; Số tia vây ở vây ngực: 14–15; Số gai ở vây bụng: 1; Số tia vây ở vây bụng: 5; Số vảy đường bên: 30–37.

## Sinh thái học
C. rafflesii là loài ăn tạp, thức ăn của chúng bao gồm giun nhiều tơ, hải quỳ, polyp san hô và cua nhỏ. Loài này thường sống theo cặp. Tuy có ăn các san hô nhưng đây không phải thức ăn chủ yếu của C. rafflesii.

## Lai tạp
Những cá thể mang kiểu màu trung gian giữa C. rafflesii với hai loài Chaetodon auriga và Chaetodon vagabundus đã được bắt gặp trong tự nhiên.

## Phân loại học
Trong phân chi Rabdophorus, C. rafflesii đại diện cho một nhánh duy nhất, và có quan hệ tương đối gần nhất với chúng là Chaetodon mesoleucos dựa theo kết quả phân tích phát sinh chủng loại phân tử.

## Thương mại
C. rafflesii là một loài thường được xuất khẩu trong ngành thương mại cá cảnh.